# Obština Godeč
Obština Godeč (bulharsky Община Годеч) je bulharská jednotka územní samosprávy v Sofijské oblasti. Leží v západním Bulharsku, v pohoří Stara planina podél hranic se Srbskem. Správním střediskem je město Godeč, kromě něj zahrnuje obština 19 vesnic. Žije zde necelých 18 tisíc stálých obyvatel.

## Sídla
- Bărlja
- Brakjovci
- Bukorovci
- Ginci[p 1]
- Godeč[p 2] (sídlo správy)
- Goleš
- Gubeš
- Kalenovci
- Komštica
- Lopušňa
- Murgaš
- Ravna
- Razboište
- Ropot
- Smolča
- Staninci
- Šuma[p 1]
- Tuden
- Vărbnica
- Vrădlovci

## Sousední obštiny
| Růžice kompasu | Georgi Damjanovo | Berkovica | Văršec     | Růžice kompasu |
| Růžice kompasu |                  | Sever     | Svoge      | Růžice kompasu |
| Růžice kompasu | Obština Godeč    |           | Svoge      | Růžice kompasu |
| Růžice kompasu | Jih              |           | Svoge      | Růžice kompasu |
| Růžice kompasu |                  | Dragoman  | Kostinbrod | Růžice kompasu |

## Obyvatelstvo
V obštině žije 4 478 stálých obyvatel a včetně přechodně hlášených obyvatel 5 018. Podle sčítáni 1. února 2011 bylo národnostní složení následující:
- Bulhaři: 5 162 (99.6 %)
- Romové: 20 (0.4 %)